# Previsora Seguros
La Previsora Seguros es una entidad colombiana de seguros y SOAT. Previsora es el resultado de la cesión de activos, pasivos y contratos de la Administradora de Riesgos Profesionales del Instituto de Seguros Sociales de Colombia. Hace parte del Grupo Bicentenario. Se diferencia de Positiva Compañía de Seguros, (La otra asegura del estado) porque previsora no ofrece Seguros de Riesgos Laborales. 
Esta sometida al régimen de las empresas industriales y comerciales del Estado. Cuenta con personería jurídica y autonomía administrativa, está vinculada al Ministerio de Hacienda y Crédito Público y es vigilada por la Superintendencia Financiera de Colombia.

## Historia
Fue fundada el 6 de agosto de 1954 bajo el nombre "Compañía de Seguros y Empleados Públicos", con un capital de 2.000.000 de pesos y un objeto social reducido, pues únicamente podía celebrar contratos de seguro y coaseguro en los ramos de manejo y cumplimiento.
En 1958, se modificó su razón social con el nombre actual "La Previsora S.A. Compañía de Seguros"
En 1962, el Gobierno Nacional le ordenó contratar todos los seguros y bienes del Estado 
En 1976, se amplió su objeto social, incluyendo vida y accidentes sobre grupos de funcionarios públicos
En diciembre de 1990, A raíz de la apertura económica y con la entrada en vigencia de la ley 45, se suprimió la obligación que tenían las entidades estatales de contratar con La Previsora S.A. el aseguramiento de sus bienes, obligándola a penetrar en el sector privado y a competir bajo las mismas condiciones de las demás empresas del sector.
En 1994 La Previsora participó en la compra de Seguros Tequendama de Vida y llegó a ser accionista mayoritaria el 28 de agosto de 1995, como resultado de la negociación con el Banco Popular. El 6 de septiembre de 1995 se cambió la razón social de Seguros Tequendama Vida por La Previsora Vida S.A. Y fue absorbida por completo en 1999.